# Bonifacio Finetti
Bonifacio Finetti, al secolo Germano Federico (Gradisca d'Isonzo, 16 febbraio 1705 – Farra d'Isonzo, 20 giugno 1782), è stato un filosofo, linguista ed erudito italiano.

## Biografia
Bonifacio Finetti nacque a Gradisca d'Isonzo il 16 febbraio 1705 con il nome di Germano Federico. Entrò nell'Ordine dei frati predicatori il 30 settembre 1721 e fece il noviziato a Conegliano e successivamente a Venezia. Conseguì il dottorato in teologia il 13 maggio 1728 discutendo una tesi sulla dottrina dell'Incarnazione in san Tommaso; nello stesso anno iniziò l'insegnamento. Come molti confratelli friulani dell'epoca (B.M. De Rubeis, Daniele e Nicolò Concina) apparteneva alla Congregazione del beato Giacomo Salomoni, istituita nel 1662 sul modello di quella di San Marco di Firenze. «Teologo, e revisore di libri e consultore del S. Offizio», divenne noto agli eruditi per il Trattato della lingua ebraica e sue affini (Venezia, Zatta, 1756). Il trattato del Finetti sulla lingua ebraica doveva far parte di una glottologia delle lingue parlate dai vari popoli della terra che non fu mai completata. Nel 1764 pubblicò De principiis iuris naturae et gentium adversus Hobbesium, Pufendorfium, Wolfium et alios (sotto il nome del fratello, Gianfrancesco Finetti), in dodici libri, raccolti in due volumi, dedicati all'imperatrice Maria Teresa. Ricollegandosi al Concina, Finetti voleva ergersi a difesa della dottrina cattolica e tomista che pone Dio a fondamento del diritto di natura, contro le tesi di quanti ne avevano sostenuto l’origine umana e contrattualistica, come Grozio, Hobbes, Spinoza e il più recente Rousseau. Nell'opera Finetti prende in attento esame il pensiero dei maggiori giuristi del XVII e XVIII secolo: oltre a Grozio, Selden, Thomasius, Samuel von Pufendorf, Jean Barbeyrac e Christian Wolff. Il De principiis riscosse le calde lodi del giurista illuminista Carlantonio Pilati, che lo definì "bellissima e saviissima opera, la quale a mio giudizio certamente supera ogni altro libro che in materia di legge naturale sia stato da autor cattolico o italiano o tedesco dato finora alla luce."
Finetti polemizzò anche con Giambattista Vico e il suo allievo Emanuele Duni in numerose opere, di cui pubblicò solo il De principiis iuris naturae et gentium (2 voll., pubbl. sotto il nome di suo fratello Giovanni Francesco nel 1765) e la Difesa dell'autorità della Sacra Scrittura contro Giambattista Vico (1764, 1777, 1781; nuova ed. a cura di Benedetto Croce, 1936). Collaborò con Bernardo Maria De Rubeis alla grande edizione in quattro volumi delle opere del teologo bizantino Teofilatto di Ocrida (Venezia, Bertella, 1754-63, ora in Patrologia Graeca, volumi 123-126), di cui curò personalmente la terza parte.

## Opere
- Trattato della lingua ebraica e dei sui affini, Venezia, Antonio Zatta, 1756. Il Trattato del Finetti riscosse le lodi entusiastiche di Giuseppe Baretti. In appendice è edita la Breve difesa del capo II di s. Matteo contra un anonimo inglese, confutazione dell'opera The scheme of literal prophecy, (L'Aja, 1726; Londra, 1727) del filosofo deista Anthony Collins, che negava l'autenticità del secondo capitolo del Vangelo secondo Matteo.
- De principiis iuris naturae et gentium, adversus Hobbesium, Pufendorfium, Thomasium, Wolfium, et alios, 2 voll., Venezia, 1765.
- Apologia del genere umano accusato d'essere stato una volta una bestia, Venezia, 1768, pubblicata con lo pseudonimo di Filandro Misoterio e riedita nel 1777 e nel 1780-81. Ripubblicata nel 1936 con il titolo Difesa dell'autorità della Sacra Scrittura contro Giambattista Vico.